# Peter Milavec
Peter Milavec – austriacki kierowca wyścigowy.

## Kariera

### BOSS
Milavec rozpoczął karierę w jednomiejscowych samochodach wyścigowych w 2005 roku w serii EuroBOSS. Startował w niej do 2010 roku (z przerwą w 2009 roku). Wyniki Austriaka były w kratkę: W latach 2005–2010 zajął odpowiednio: 6, 15, 4, 12 i 3 lokatę. Po zdobyciu miejsca na podium w końcowej klasyfikacji Peter przeniósł się w 2010 roku do BOSS GP. W pierwszym sezonie, w serii otwartej w ciągu 4 wyścigów raz stanął na podium. Dało mu to 10 lokatę. W sezonie 2011 już w głównej serii jeszcze poprawił swó̉j wynik - w ciągu 5 wyścigów trzykrotnie stanął na podium. W sezonie uplasował się na 6 pozycji w klasyfikacji generalnej. W 2012 roku dorobkiem Milaveca były znów 3 podia, jednak teraz już zdobyte w ciągu 7 wyścigów, dlatego spadł w klasyfikacji końcowej o jedną lokatę (na 7 miejsce).
Na sezon 2013 Austriak podpisał kontrakt z ekipą GP Racing.

### Auto GP World Series
W sezonie 2012 Austriak wystartował w Auto GP World Series w roli kierowcy wyścigowego zespołu Zele Racing. Pojawił się ona jednak tylko podczas rundy na torze Circuit Ricardo Tormo. Ostatecznie z zerowym dorobkiem punktowym został sklasyfikowany na ostatniej pozycji.

## Statystyki
| Sezon | Seria                | Zespół          | Wyścigi | Zwycięstwa | PP | NO | Podium | Punkty | Pozycja |
| ----- | -------------------- | --------------- | ------- | ---------- | -- | -- | ------ | ------ | ------- |
| 2005  | EuroBOSS             | Zele Motorsport |         |            |    |    |        | 26     | 6       |
| 2006  | EuroBOSS             | GP Racing       | 1       | 0          |    |    | 1      | 13     | 15      |
| 2007  | EuroBOSS             | GP Racing       | 6       |            |    |    |        | 114    | 4       |
| 2008  | EuroBOSS             | GP Racing       |         |            |    |    |        | 187    | 12      |
| 2010  | EuroBOSS             |                 | 2       | 0          | 0  | 0  | 2      | 40     | 3       |
| 2010  | BOSS GP - Open       |                 | 4       | 0          | 0  | 0  | 1      | 40     | 10      |
| 2011  | BOSS GP - Formula    | Zele Racing     | 5       | 0          | 0  | 0  | 3      | 50     | 6       |
| 2012  | Auto GP World Series | Zele Racing     | 2       | 0          | 0  | 0  | 0      | 0      | 25      |
| 2012  | BOSS GP - Formula    | GP Racing       | 7       | 0          | 0  | 1  | 3      | 60     | 7       |
| 2013  | BOSS GP - Formula    | GP Racing       | 2       | 0          | 0  | 0  | 0      | 0      | NS      |
| 2014  | BOSS GP - Open       | GP Racing       | 8       | 0          | 0  | 0  | 1      | 78     | 13      |